# 6552 Higginson
6552 Higginson (tên chỉ định: 1989 GH) là một tiểu hành tinh vành đai chính. Nó được phát hiện bởi Eleanor F. Helin ở Đài thiên văn Palomar ở Quận San Diego, California, ngày 5 tháng 4 năm 1989. Nó được đặt theo tên George Higginson, a boy from Lancaster, England, who died in a 2009 traffic accident.